# Giro di Toscana 1929
Il Giro di Toscana 1929, settima edizione della corsa, si svolse il 28 aprile 1929 su un percorso di 297 km. La vittoria fu appannaggio dell'italiano Leonida Frascarelli, che completò il percorso in 11h30'33", precedendo i connazionali Siro Magagnini e Marco Giuntelli.
I corridori che presero il via da Piombino furono 33, mentre coloro che tagliarono il medesimo traguardo furono 15.

## Ordine d'arrivo (Top 10)
| Pos. | Corridore           | Squadra         | Tempo     |
| ---- | ------------------- | --------------- | --------- |
| 1    | Leonida Frascarelli | Ideor           | 11h30'33" |
| 2    | Siro Magagnini      | -               | a 59"     |
| 3    | Marco Giuntelli     | Touring         | a 15'28"  |
| 4    | Ettore Meini        | -               | s.t.      |
| 5    | Allegro Grandi      | Bianchi-Pirelli | s.t.      |
| 6    | Nello Ciaccheri     | Ideor           | s.t.      |
| 7    | Colombo Neri        | -               | s.t.      |
| 8    | Eugenio Gestri      | -               | s.t.      |
| 9    | Albino Binda        | Legnano-Torpedo | a 15'43"  |
| 10   | Ambrogio Beretta    | Legnano-Torpedo | a 19'12"  |